# Karl Hoffmann (Fußballspieler, I)
Karl Hoffmann war ein deutscher Fußballspieler.

## Werdegang
Der Mittel- und Außenläufer Karl Hoffmann, der im Volksmund den Namen Bärentreiber erhielt, spielte zunächst für Hannover 96. Am 9. März 1930 gewann Hoffmann mit der norddeutschen Auswahl durch einen 2:0-Sieg über Brandenburg den Bundespokal. Im Sommer des gleichen Jahres wechselte Hoffmann zum VfB 03 Bielefeld, mit dem er westdeutscher Vizemeister wurde. Bei der Endrunde um die deutsche Meisterschaft scheiterten die Bielefelder in der ersten Runde an Hertha BSC. 